# 司法省監察総監室
司法省（DOJ）監察総監室（しほうしょうかんさつそうかんしつ、Office of the Inspector General、OIG）は、DOJの職員およびプログラムに関する調査のほぼすべてに対して責任を負う担当部署。
監察総監（Inspector General）を筆頭にして、数百人の職員が在籍している。2012年からは、Michael E. Horowitzがトップに就任している。

## 概要
OIGは、アメリカ合衆国司法省の職員やプログラムについて、独立した調査や監査、検査、特別な評価を行っている。OIGが遂行する職務は、司法省の業務における「誠実さ、経済性、効率性、有効性」を促進するために、「無駄や詐欺、乱用、不正行為」を発見・抑止することである。監察総監室（OIG）は、監察総監（Inspector General）、副監察総監（Deputy Inspector General）、法律顧問室（Office of the General Counsel）からなるフロントオフィスと、6つの主要部門から構成されている。各部門の責任者は監察総監補（Assistant Inspector General）である。

## 管轄
OIGの調査管轄は、DOJ職員による刑事不正行為または行政不正行為のすべての申し立てを含む。ただし、「弁護士が職能として持つ調査、訴訟、または法的助言を行う権限の行使に関する」不正行為の申し立てについては、その申し立てがDOJ職務責任局（OPR）のために働く弁護士に関するものか、その調査自体が犯罪性のあるものではない限り、DOJ職務責任局（OPR）に付託される。

## 監察総監（Inspector General）の歴史
| 監察総監（Inspector General） | Date Started      |
| ----------------------------- | ----------------- |
| Michael Horowitz              | April 16, 2012    |
| Cynthia Schnedar (Acting)     | January 29, 2011  |
| Glenn Fine                    | December 15, 2000 |
| Glenn Fine (Acting)           | August 10, 2000   |
| Robert L. Ashbaugh (Acting)   | August 16, 1999   |
| Michael Bromwich              | June 9, 1994      |
| Richard J. Hankinson          | June 25, 1990     |
| Anthony C. Moscato (Acting)   | April 14, 1989    |